# Lajos Zilahy
Lajos Zilahy (27. března 1891 Salonta – 1. prosince 1974 Novi Sad) byl maďarský prozaik a dramatik.
Pocházel ze zchudlé šlechtické rodiny z Krišany. Vystudoval práva na budapešťské univerzitě a od roku 1912 se věnoval žurnalistice a literatuře. Za první světové války byl raněn na východní frontě a demobilizován. Ve své době patřil k nejčtenějším maďarským autorům. Psal hry pro Nemzeti Színház, byl členem Kisfaludyho společnosti a působil ve vedení PEN klubu, vydával literární časopis Híd (Most). Věnoval se také filmu – psal scénáře, založil studio Pegazus, v roce 1944 spolu s Gusztávem Oláhem režíroval film Valamit visz a víz podle vlastní předlohy. Tento námět zfilmovali také v roce 1969 Ján Kadár a Elmar Klos pod názvem Touha zvaná Anada.
Jeho dílo bylo pro svůj pacifistický a humanistický obsah za fašistického režimu často cenzurováno. Po válce byl zvolen do Maďarské akademie věd, odmítl však nastupující komunistický režim a v roce 1947 emigroval do USA. V roce 1949 vydal své nejrozsáhlejší dílo, ságu aristokratického rodu Dukayových. Závěr života strávil v Jugoslávii. Je pochován na hřbitově Kerepesi v Budapešti.
V českém překladu Arno Krause vyšel v roce 1943 jeho román Zlatý most.